# Schloss Großalbershof

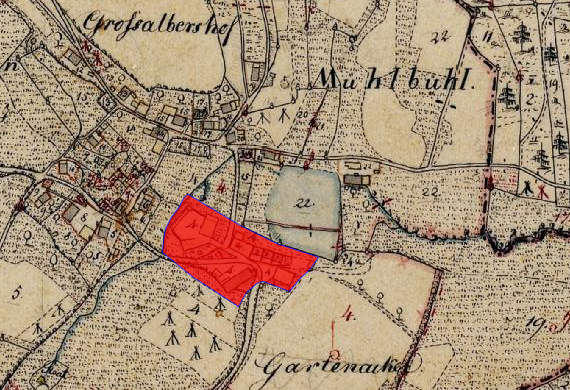
Lageplan von Schloss Großalbershof auf dem Urkataster von Bayern

Das Schloss Großalbershof ist ein abgegangenes Wasserschloss im Ortsteil Großalbershof der Oberpfälzer Stadt Sulzbach-Rosenberg im Landkreis Amberg-Sulzbach von Bayern. Die Anlage wird als Bodendenkmal unter der Aktennummer D-3-6436-0087 im Bayernatlas als „untertägige Befunde des abgegangenen frühneuzeitlichen Schlosses Großalbershof, zuvor mittelalterliche Burg“ geführt.

## Geschichte
Das Rittergut Großalbershof war ein Lehen des Hochstiftes Bamberg. Hier werden 1200 die Albershofer und 1350 die Hahnbacher genannt. Als erster Inhaber ist hier Conrad Stör zum Albershof genannt, der bis zum 7. April 1431 als Sigler erwähnt wird. 1474 waren die Inhaber die Gebrüder Kottenauer; diesen wurde ebenso 1502 ein Lehenbrief vom Bamberger Bischof ausgestellt. 1506 schließt Georg Zengler zu Stierberg mit dem Bistum einen Vertrag wegen des Sitzes Albershof. 1508 nennt sich Veit Erlbeck nach Albershof, der mit den Kottenauern verschwägert war. Für Sebastian Erlbeck wird 1545 ein Lehenbrief ausgestellt; dieser baut das zerfallene Schloss wieder auf. 1583 nennt sich Magdalena von Lüchau, die Schwester des verstorbenen Sebastian Erlbeck, nach dem Albershof. Nach dem Tod seiner Mutter legt Hans Joachim von Lüchau 1598 gegenüber Bischof Neidhardt von Thüngen die Landsassenpflicht ab. Ab 1643 ist Karl Freiherr von Schiefer als Besitzer beglaubigt; das Schloss ist offensichtlich durch den Dreißigjährigen Krieg nicht beeinträchtigt worden. Freiherr von Schiefer verkauft es an den Pfalz-Sulzbachschen Kanzler und Universalgelehrten Christian Knorr von Rosenroth, der hier 1689 verstirbt. Sein Sohn Johann Christian Knorr von Rosenroth veräußerte 1710 das Schloss an Marquard Leopold von Schütz, mutmaßlich seinen Schwager.
Von diesem erwirbt 1712 Herzog Theodor von Sulzbach das Anwesen und baut es zu einem Lustschloss um; er lässt hier auch eine Heilquelle fassen. Das Schloss dient ihm als Jagdschloss und Sommeraufenthalt. Nach dem Tode seines Sohnes, des Pfalzgrafen Johann Christian von Sulzbach, sind die Reichsgrafen von Schall auf Albershof nachweisbar, die es aber 1779 wieder an den Landesherrn abgeben. Seit 1779 werden die Besitzungen unter der Bezeichnung „Administration Großalbershof“ geführt, zu dieser gehörten die Besitzungen Etzmannshof, Forsthof, Fromberg, Großalbershof, Kempfenhof, Lockenricht, Niederricht, Prangershof, Riglashof, Röckenricht, See, Siglas und Tuffenthal.
Während der Schlacht bei Sulzbach wurden am 17. August 1796 Ort und Schloss Steinling sowie Großalbershof durch französische Revolutionstruppen erobert und zerstört.
Am 30. Juni 1818 ist Großalbershof eine Gemeinde im Landgericht Sulzbach und wird auch 1820/21 als landgerichtliche Gemeinde geführt. Am 19. November 1934 wird die bis dahin selbständige Gemeinde Großalbershof nach Sulzbach-Rosenberg eingemeindet.
Heilquelle Großalbersdorf:
Nachdem der Landesherr hier eine Heilquelle hat fassen lassen, wurden im August 1771 erste Heilerfolge publik gemacht; im folgenden Jahr scheint es eine große Nachfrage nach Zimmern gegeben zu haben, sodass das Schloss zu einem Kurhaus wurde. Der Hofmedicus Dr. Bernhard Joseph Schleis hat das Heilwasser („schwefelhaltiges Stahlwasser“) in seiner Wirkung mit dem von Spa verglichen. Nach 1806 ist von der Heilquelle nichts mehr zu hören. Der Bahnbau 1872/73 hat die Quelle endgültig verschüttet. Durch den Landrat Hans Wagner wurde im Mai 1980 eine Überprüfung der Quelle in Auftrag gegeben, wobei nach den geologischen Gegebenheiten eine erneute Quellfassung möglich wäre, ohne dass dies aber realisiert wurde.

## Baulichkeit
Das Schloss war dreigeschossig und an drei Seiten von einem wassergefüllten Graben umgeben, der mit dem Schlossweiher in Verbindung stand und die Anlage nach Norden absicherte. Nach seiner Zerstörung blieben nur mehr die Gewölbe des Schlosses übrig. Vom Bayerischen Landesamt für Denkmalpflege werden unter der Denkmalnummer D-3-6436-0087 untertägige Befunde des abgegangenen frühneuzeitlichen Schlosses Großalbershof und zuvor eine mittelalterliche Burg genannt.